# Монастырь Апостола Андрея
Монастырь Апостола Андрея (греч. Ιερά Μονή Αποστόλου Ανδρέα) — недействующий мужской ставропигиальный монастырь Кипрской православной церкви, расположенный на полуострове Карпас к югу от мыса Апостола Андрея в самой северо-восточной части острова Кипр. Одна из главных святынь для православных Кипра.

## История
Подробности основания монастыря неизвестны. Согласно преданию, в I веке это место посетил Апостол Андрей, после молитв которого из скалы забил источник с исцеляющей водой и существующий до настоящего времени. В 1003 году паломник Сивульф упоминает о «причале Апостола Андрея», к концу XII века явно упоминается о существовании монастыря, а с XV века на картах самая северо-восточная точка острова называется мысом Апостола Андрея.
В XVIII веке в монастыре, по свидетельству англичанина Ричарда Покока, проживало всего несколько монахов. Современная история и возрождение монастыря начались с середины XIX века, когда под руководством священника Иоанна Диаку из Ризокарпасо был построен новый храм, освящённый в 1867 году. От первоначального храма почти ничего не осталось. Старый храм, построенный в XV веке, находится на 3,5 метра ниже нового алтаря, а ведут в него две каменные лестницы. По форме храм напоминает четырёхугольник, а его дверь, что находится на южной стороне, высечена из камня в виде свода. Храм имеет сводчатый потолок, укрепленный шестью поясами. Здесь находится большой иконостас, который был вырезан из дерева и позолочен. Трон и центральный храмовый амвон тоже вырезаны из дерева. Справа от иконостаса находится резной позолоченный амвон с иконой святого Андрея. В монастыре апостола Андрея также хранятся несколько старинных икон XIX века и другие святыни того периода.
Отец Иоанн Диаку скончался в 1909 году и был похоронен рядом со старой монастырской церковью, позднее у места погребения был установлен его мраморный бюст.
После Турецкого вторжения на Кипр территория Карпаса находится под контролем Турецкой Республики Северного Кипра (ТРСК), епископ Карпасский проживает на южной части острова в Республике Кипр, а паломники имеют возможность посещать монастырь за плату в 1 евро.
После того как в апреле 2003 года были частично сняты ограничения на пересечение буферной зоны между южной и северной частями Кипра, тысячи верующих собрались на территории обители, чтобы почтить память святого Андрея. 1 мая 2003 года из 25 800 греков-киприотов, переправившихся на территорию ТРСК, 24 000 направлялись в монастырь святого Андрея Первозванного. 26 апреля 2003 года, в Великую субботу, в монастыре служили праздничную пасхальную литургию, которую транслировали международные телеканалы.
30 ноября 2004 года во время престольного праздника попечительский совет обители вместе со всеми организациями Карпасии впервые с 1974 году провел всекарпасийское и всекипрское паломничество к Монастырю апостола Андрея, которое возглавил епископ Киккский Никифор (Киккотис).